# Lennart Forssberg
Bert Rune Lennart Forssberg, född 28 februari 1913 i Matteus församling, Stockholm, död 14 december 1974 i Spånga församling, Stockholm, var en svensk författare.
Forssberg skrev berättelser under pseudonymerna Rolf Berge, Fritz Varberger, Lennart Wide och Jan Franke och var populär på 40- och 50-talet.
Forssbergs berättelser publicerades ofta i Alibi-magasinet och beräknas ha använt pseudonym Rolf Berge i 68 magasin, Jan Franke i 21 magasin, Lennart Wide i 33 magasin, Bert Ruune i 9 magasin och Fritz Varberger i 2 magasin.
Han skrev som Rolf Berge detektiv-berättelser om advokaten Henning "Latmasken" Örn.